# Emin Granov
Emin Granov (Sarajevo, 15. veljače 1920.), bosanskohercegovački muslimanski političar

## Životopis
Rođen u Sarajevu. U rodnom gradu završio je gimnaziju. 1939. godine upisao je studij u Beogradu. Studirao je na Tehničkom fakultetu - strojarski odsjek. Dok je studirao stanovao je u domu beogradskog Gajreta "Osman Đikić", u kojem su boravila većina studenata iz BiH. Djelovao pri Mladim muslimanima. Izbijanje rata 1941. prekida mu studij te je nastavio studirati u Zagrebu. U Zagrebu je bio smješten u domu Narodne uzdanice. Odlazak u vojsku 1943. opet mu prekida studij i pretkraj rata pojavljuje se u skupini Mladih muslimana bjegunaca iz vojske. Progoni pripadnika Mladih muslimana uslijedili su krajem rata i pripadnici su osuđeni na teške kazne. Zbog toga je studij nastavio tek 1958. i završio ga 1961. godine. Radio je kao strojni inženjer, najviše u "Vasi Miskinu Crnom". Oženio se u poznijoj dobi, kad je dobio i dvoje djece. Zbog političkih progona ostvario je mali radni staž, a morao je u mirovinu zbog starosti. Nakon odlaska u mirovinu živi u Sarajevu.

## Vanjske poveznice
- (srp.) Mladi muslimani  Arhivirana inačica izvorne stranice od 8. travnja 2018. (Wayback Machine) Emin Granov: Kako ćemo se boriti